# Каила (Бистрица-Насауд)
Каила (рум. Caila) насеље је у Румунији у округу Бистрица-Насауд у општини Шинтереаг. Oпштина се налази на надморској висини од 322 m.

## Становништво
Према подацима из 2002. године у насељу је живело 355 становника, од којих су сви румунске националности.